# Klostergang (Hannover)

Um 1920: Der enge Klostergang mit Blick auf den Beginenturm als Teil der ehemaligen Stadtbefestigung Hannovers;
„Künstler-Steindruck“ durch die später arisisierte Lithographische Kunst- und Verlags-Anstalt A. Molling & Comp. nach Ernst Pasqual Jordan, aus einem Mappenwerk des Kunst-Vereins Hannover

Der Klostergang in Hannover ist ein bereits im Mittelalter als Teil der Stadtbefestigung Hannovers zunächst als Wächtergang an der Leine entstandener Boulevard, der heute die Pferdestraße mit der Schloßstraße im hannoverschen Stadtteil Mitte verbindet. Gemeinsam mit der Rademachertreppe bildet der Klostergang etwa ab dem Beginenturm die Fortsetzung der in den 1950er Jahren angelegten Uferpromenade parallel zum Hohen Ufer an der Leine. Jüngere Stadtarchäologische Ausgrabungen am gegenüberliegenden Leineufer belegt unter anderem das hier bereits vor Jahrhunderten betriebene Handwerk der Lederverarbeitung durch Schuhmacher.

## Geschichte
Die heutige Promenade war ursprünglich ein Wächtergang entlang der ehemaligen Stadtmauer als Teil der Verteidigungsanlagen gegen Überfälle etwa von Raubrittern.
Ende des 16. Jahrhunderts war der städtische Gerberhof aus der unmittelbaren Nachbarschaft des Alten Rathauses an das Leintor vor der Leineinsel verlegt. Der neue Schuhhof der Schuhmacher erhielt später die Adresse Klosterhof 4a, der „Gerhof“ die Hausnummer 4. Hinter den „Gährhof“ wurde bald auch das alte Stadthospital und das Sodensche Kloster verlegt. Auch aus der Geschichte der Familie um den Lohgerber und Lohgerberamtsmeister Hermann Theophilus Söhlmann ist die Adresse Klosterhof 4 überliefert.
Nachdem mitten im Dreißigjährigen Krieg Herzog Georg von Braunschweig-Lüneburg, Fürst von Calenberg-Göttingen 1636 die Stadt Hannover zu seiner Residenzstadt erklärt hatte und sich hierfür das Leineschloss errichten ließ, mussten hierfür zunächst die seinerzeit dort befindlichen Klosteranlagen des Minoritenklosters abgebrochen werden: Schon im Folgejahr 1637 waren sowohl das Ratskloster als auch das später so genannte von-Soden-Kloster am Weg am Ufer der Leine neu errichtet worden. Dies war jedoch erst dadurch möglich geworden, da die am anderen Ufer der Leine entstehende Calenberger Neustadt in eine gemeinsame Stadtbefestigung einbezogen wurde und die Stadtmauer und mit ihr der bisher lediglich als Wächtergang genutzte Weg nun hinfällig wurde und an ihrer Stelle nun gebaut werden durfte.
Bereits 1639 wurde in den unteren Räumen des Ratsklosters auch die städtische Münze untergebracht.

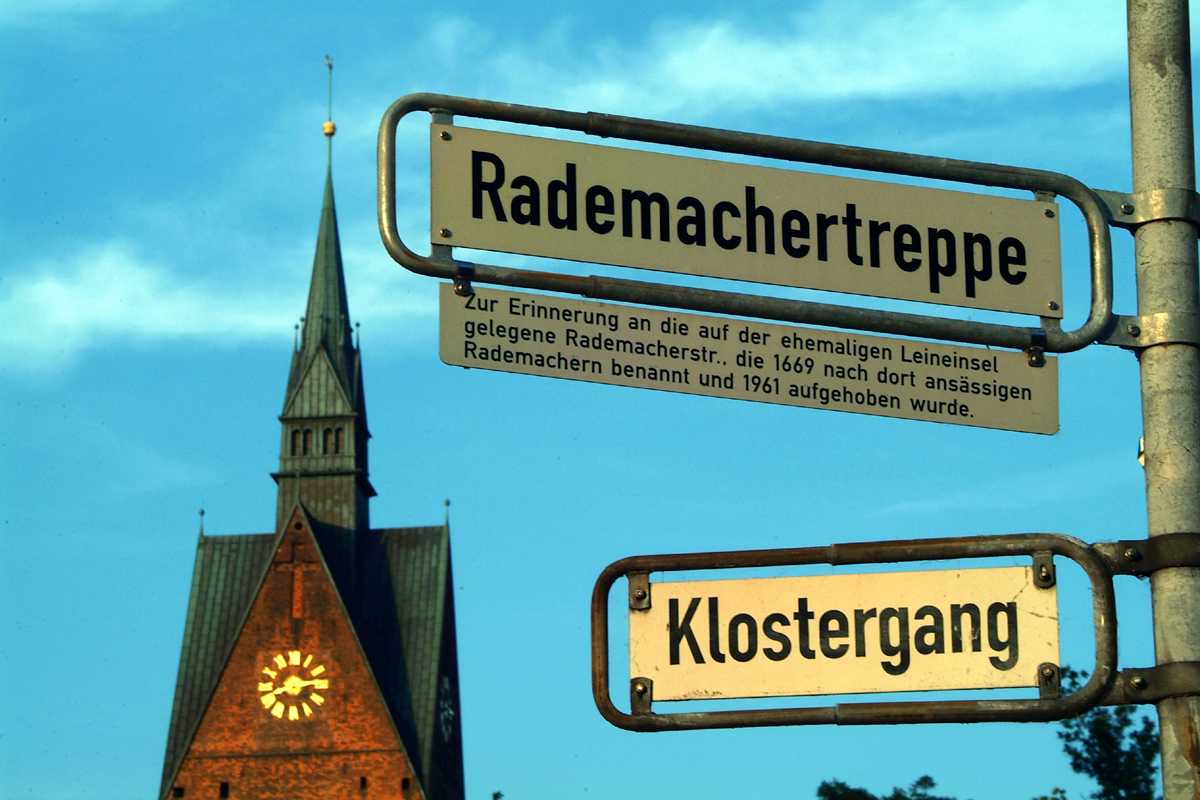
An die im Krieg zerstörte Rademacherstraße auf der ehemaligen Leineinsel Klein-Venedig erinnert die parallel zum Klostergang angelegte Rademachertreppe

Allerdings erhielt der Weg laut den Hannoverschen Geschichtsblättern (von 1914) erst zur Zeit des Kurfürstentums Hannover und ab 1750 seinen heutigen Namen. Rund ein Jahrhundert nach der ersten Bebauung der Klosterganges mit Gebäuden ließ der Bürgermeister Christian Ulrich Grupen an dem zum Beginenturm gelegenen Straßenstück das Stadthospital als erstes öffentliches Krankenhaus Hannovers errichten. Dieses viergeschossige Fachwerkhaus an der Ecke zur Pferdestraße fasste in drei großen und zwei kleinen Zimmern bis zu 25 Betten. Das Hospital wurde bis in die Zeit des Königreichs Hannover genutzt, als mit dem Neubau des städtischen Krankenhauses in Linden im Jahr 1833, der dort im selben Jahr errichteten Lederfabrik August Söhlmann und den in beiden Einrichtungen nahezu zeitgleich in Betrieb genommenen ersten Dampfmaschinen das Zeitalter der Industrialisierung im Königreich begann – noch vor den Aktivitäten durch Georg Egestorff.
In der Gründerzeit des Deutschen Kaiserreichs zogen die beiden noch immer „Klöster“ genannten Einrichtungen 1895 vom Klostergang fort an die neu erbaute und bald Rats- und von-Soden-Kloster genannte Stiftung in der Schwesternhausstraße im Stadtteil Bult. Das unter der damaligen Adresse Klostergang 3 befindliche Gebäude blieb jedoch erhalten, bis die Luftangriffe auf Hannover während des Zweiten Weltkrieges nahezu die gesamte Umgebung bis auf die Grundmauern in Schutt und Asche legten.
Nach den durch den Krieg angerichteten Zerstörungen wurde eine grundlegende Neugestaltung des Leineufers geplant. Und wieder kamen die Initiativen zum Neubau aus dem Lederbereich, als 1951 ein Familienmitglied des schon im 19. Jahrhundert ursprünglich als Lederfirma C. A. Möller gegründeten Unternehmens und heutigen Hausverwaltung als Bauherr anfangs der Gebäude Schloßstraße 6 und Klostergang 1 und 2 tätig wurde. Hierfür wurde zunächst die Straßenflucht des Klosterganges etwas zurückverlegt und dort „[...] ein Wohnkomplex errichtet, dessen Fassade die Krümmung der Leine der Uferfront des Leineschlosses aufnimmt und fortsetzt“. Architekt der so entstandenen Mehrfamilienhäuser war Georg Wimmelmann.
Davor, wo ehedem der Gerberhof, die Klosterhöfe und das Stadthospital gestanden haben, „[...] wurde eine gestufte Uferterrasse angelegt“, der Klostergang nun anfangs als Caféterrasse bestimmt, von der aus der Blick über die nicht mehr vorhandene Bebauung der ehemaligen Leineinsel reicht und weiter über die breite Schneise des Leibnizufers bis hinüber über die nun entfernt wirkende Calenberger Neustadt.

## Archivalien
An Archivalien vom oder zum Klostergang finden sich beispielsweise
- mindestens eine historische Fotografie der Straße um 1880 im Bildarchiv des Historischen Museums Hannover[17]